# Bomullshibiskus
Föränderlig hibiskus (Hibiscus mutabilis) är en städsegrön buske ur familjen malvaväxter från södra Kina, Taiwan och södra Japan. Odlas på många håll i tropikerna som prydnadsväxt. Kan odlas som krukväxt i Sverige. Kallas ofta felaktigt Bomullshibiskus.
Stor buske till litet träd, 2-5 m. Hela växten är tätt hårig med både stjärnhår och glandelhår. Blad 5-15 cm långa, vanligen bredare än långa, mer eller mindre 3-5-flikiga. Blommor ensamma i bladvecken, 5-8 cm i diameter, enkla eller fyllda, vita till rosa, vanligen med mörkare rosa öga. Fylldblommiga mörkar ofta till rosarött mot kvällen. Fröna är håriga.

## Sorter
- 'Alba' ('Hitoesuihuyou' ?) - har enkla, rent vita blommor.
- 'Flore Plena' - fylldblommig med rosa blommor.
- 'Polygamus' - fylldblommig. I grunden vita till ljust rosa blommor med vissa parier i blomman som är mörkrosa. Förväxlas ofta med 'Versicolor'.
- 'Raspberry Rose' - blommor djupt purpurrosa.
- 'Rentaiki' - enkelblommig. Blommorna är rosa med mörkare skiftningar och mörkt öga.
- 'Rubra' - en låg buske, 120-160 cm med enkla, djupt purpurrosa blommor.
- 'Versicolor' ('Plena') - fylldblommig. Blommorna är vita när de öppnar sig, under dagen mörkar de till rosa. Till 3 m hög.

## Odling
Se hibiskus. Härdig i USDA-zonerna 7-9.

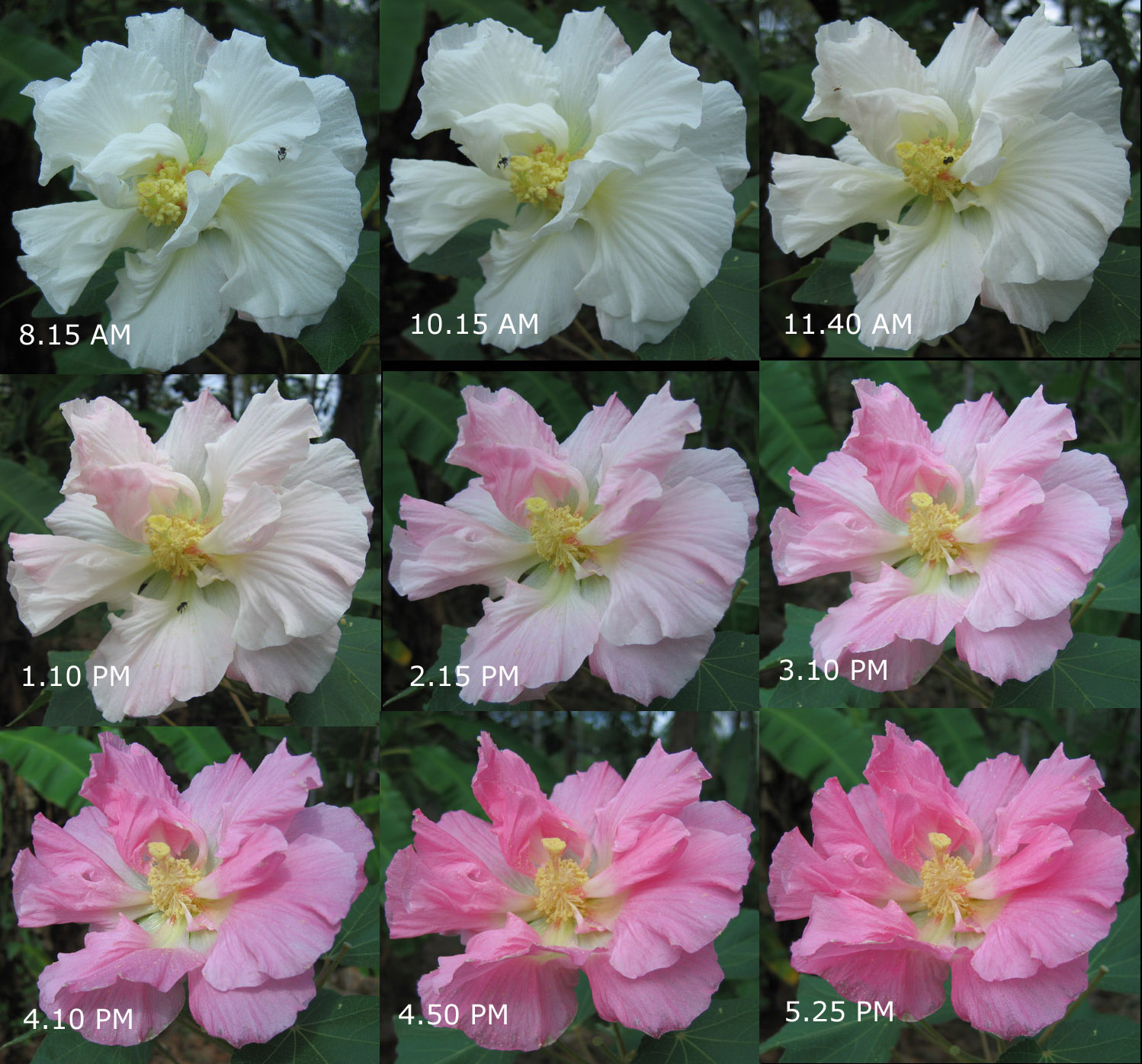
Changing colors of the flower during a day

## Synonymer
- Abelmoschus mutabilis (L.) Wallich ex Hassk., 1844
- Abelmoschus venustus Walp., 1842
- Hibiscus aestuans Rottler ex Masters, 1849
- Hibiscus immutabilis Dehnh., 1836
- Hibiscus malvarosa Noronha 1790
- Hibiscus mutabilis f. versicolor Makino
- Hibiscus sinensis Miller, 1768
- Ketmia mutabilis (L.) Moench, 1794